# Dvory nad Žitavou
Dvory nad Žitavou este o comună slovacă, aflată în districtul Nové Zámky din regiunea Nitra. Localitatea se află la altitudinea de 120 m deasupra n.m., se întinde pe o suprafață de 63,85 km2 și în 2017 număra 5.084 de locuitori.

## Istoric
Localitatea Dvory nad Žitavou este atestată documentar din 1075.

## Demografie
| An:                | 1994 | 2004   | 2014   | 2024   |
| ------------------ | ---- | ------ | ------ | ------ |
| Număr de persoane: | 5030 | 5110   | 5163   | 4979   |
| Diferență:         |      | +1,59% | +1,03% | −3,56% |

| An:                | 2023 | 2024   |
| ------------------ | ---- | ------ |
| Număr de persoane: | 4947 | 4979   |
| Diferență:         |      | +0,64% |